# Vatxe I d'Ibèria
Vatxe I d'Ibèria (en georgià: ვაჩე I) fou un rei d'Ibèria de la dinastia arsàcida que va regnar del 216 al 234. Va succeir al seu pare Rev I d'Ibèria el Just.
És únicament conegut per la Crònica georgiana, però aquesta dona molt pocs detalls, fora de dir que era fill de Rev I, i el període del seu regnat (en total 18 anys). A la seva mort el va succeir el seu fill Bakur I d'Ibèria.